# Dolichotachina lachaisei
Dolichotachina lachaisei är en tvåvingeart som beskrevs av Zumpt 1973. Dolichotachina lachaisei ingår i släktet Dolichotachina och familjen köttflugor.
Artens utbredningsområde är Elfenbenskusten. Inga underarter finns listade i Catalogue of Life.